# Otto Mayer
Otto Mayer (*29 de março de 1846 em Fürth, † 8 de agosto de 1924 em Hilpertsau) foi um jurista alemão que, além de ter atuado na área do Direito Canônico, foi um pioneiro nos estudos do Direito Administrativo.
É considerado um dos três principais nomes do Direito Administrativo alemão, ao lado de Otto Bachof e Hartmut Maurer.

## Principais Obras
- Deutsches Verwaltungsrecht (2 Bde., 3. Aufl., 1924) - Traduzido para o espanhol por Horacio H. Heredia e Ernesto Krotoschin sob o título de “Derecho Administrativo Alemán (3 volumes)” (Editorial Depalma, 1950).
- Otto-Mayer-Straße bei der Deutschen Universität für Verwaltungswissenschaften Speyer[2]